# Екатерина Аврамова (политик)
Екатерина Стефанова Аврамова е български политик от БКП.

## Биография
Екатерина Аврамова е родена на 14 февруари 1907 година в село Мокрен, Сливенско. От 1931 г. е член на БКП. Член на ЦК на РМС(1933). Студент по специалност немска филология в Софийския университет. Изключена от университета и въдворена в родното си село (1934). Инструктор в ЦК на БКП (1936). През 1941 г. е арестувана и изпратена в женското отделение „Св. Никола“ на лагера „Гонда вода“ край Асеновград. Успява да избяга през през 1943 г.
От 1945 до 1966 г. е член на ЦК на БКП. В периода 1949 – 1952 г. е завеждащ външния отдел на ЦК на БКП. Между 1957 и 1966 г. е председател на Комитета за приятелство и културни връзки с чужбина. От 1966 до 1971 г. е подпредседател на бюрото на III народно събрание и IV народно събрание. След приемането на Конституцията от 1971 г. е секретар на Съвета за опазване и възпроизводство на природната среда към Държавния съвет. Умира през 1986 г. в град София.